# Tabre
Tabre é uma comuna francesa na região administrativa de Occitânia, no departamento de Ariège. Estende-se por uma área de 2,83 km². Em 2010 a comuna tinha 369 habitantes (densidade: 130,4 hab./km²).